# 矿区办事处 (新密市)
矿区办事处，是中华人民共和国河南省郑州市新密市下辖的一个乡镇级行政单位。
矿区办事处辖区主要集中于新密市城区南部，分散于三市十一个乡镇办。管辖范围涉及郑州市五市一区（新密市、新郑市、登封市、巩义市、荥阳市、二七区），服务居民8万余人。现有居委会18个，其中新密市境内14个，新郑市境内2个，登封市境内2个。 

## 行政区划
矿区办事处下辖以下地区：
龙潭社区、茅岗社区、大楼社区、东小区社区、机电总厂社区、东风电厂社区、道南社区、道北社区、王沟矿社区、芦沟矿社区、裴沟矿社区、超化矿社区、米村矿社区、王庄矿社区、大平矿社区、告成矿社区、建井二处社区和技校社区。

## 历史
前身是新密矿务局矿区。1951年11月，河南省郑州专区地方国营新密煤矿公司成立。1953年更名为郑州专区新密煤矿。1955年7月上提为省属国营企业，更名为河南省新密煤矿。1958年4月4日，更名为河南省新密矿务局。为加强对矿区的管理，1962年4月，成立河南省开封专员公署新密矿区办事处，为开封专员公署的派出机构，县级。1964年1月开封专署将矿区办事处移交郑州市，更名为郑州市新密矿区办事处，为郑州市人民委员会派出机构，县级。1969年12月，郑州市新密矿区办事处撤销，矿区的社会工作移由新密矿务局负责。1982年8月，成立郑州市新密区。1987年3月，新密区撤销，同月成立郑州市人民政府新密矿区管理委员会筹备领导小组。1988年8月，建立郑州市人民政府新密矿区管理委员会，为郑州市人民政府的正处级派出机构，同时撤销筹备领导小组。1989年1月，新密矿务局改名为郑州矿务局。1989年8月，更名为郑州市人民政府郑州矿区管理委员会。设有郑州矿区人民法院、郑州矿区人民检察院、郑州矿区公安分局。1998年7月郑州矿务局由煤炭部下放为省管企业。2008年2月郑州矿区管理委员会撤销，同年12月新密市矿区办事处成立。设新密市矿区公安分局，下辖西街派出所。